# Фаулз, Джон
Джон Ро́берт Фа́улз (англ. John Robert Fowles; 31 марта 1926 года, Ли-он-Си, графство Эссекс — 5 ноября 2005 года, Лайм-Риджис, графство Дорсет) — английский писатель, романист, эссеист. Один из выдающихся представителей постмодернизма в литературе.

## Биография
Родился в семье преуспевающего торговца сигарами Роберта Фаулза и его жены Глэдис (урождённой Ричардс). Джон окончил престижную школу в Бедфорде, где был старостой класса и проявил себя хорошим спортсменом, играя в крикет. Затем он прошёл подготовку к флотской службе при Эдинбургском университете, окончив курсы 8 мая 1945 года — в День Победы в Европе — и был распределён в Королевскую морскую пехоту. После двух лет службы там он отказался от военной карьеры и поступил в Новый колледж Оксфордского университета, специализируясь на французском и немецком языках. Впоследствии он сосредоточился на французском и получил в 1950 году степень бакалавра.
В 1950—1963 гг. Фаулз преподавал в университете города Пуатье во Франции, затем в гимназии на греческом острове Спецес (послужившем прообразом места действия в романе «Волхв»), и в лондонском Колледже Святого Годрика. На острове Спецес он начал писать, ещё не публикуясь. Впоследствии он называл Грецию своей второй родиной. В 1956 году он женился на Элизабет Кристи, предыдущий муж которой тоже был учителем на острове. Элизабет стала его спутницей на 35 лет, она оказала огромное влияние на личность Фаулза и стала прообразом главных героинь его романов.
В 1963 году Фаулз опубликовал роман «Коллекционер». История пустого и никчёмного молодого человека, похитившего девушку, рассказанная от лица обоих героев, стала бестселлером. В 1965 году роман был экранизован Уильямом Уайлером. Успех первой книги позволил Фаулзу оставить преподавание и целиком посвятить себя литературной деятельности. До конца 1960-х годов вышли в свет еще два романа, крупных по объему и дерзких по замыслу, — «Волхв» (The Magus, 1965; перераб. вариант 1977) и «Женщина французского лейтенанта» (The French Lieutenant's Woman, 1969).
Фаулз настоял, чтобы следующим (в 1964 году) вышел сборник эссе «Аристос», в котором писатель попытался объяснить значение «Коллекционера» и раскрыть свои этические установки. В «Аристосе» автор представил себя публике как экзистенциалиста, атеиста и социалиста. Одной из главных проблем своего времени Фаулз видел неравенство в обществе, из которого проистекает понятие «немо» — осознание человеком собственной незначимости, которое и толкает человека на преступления, являющиеся попыткой самоутвердиться. Другая выдвинутая Фаулзом идея — объективно существующее противостояние Немногих и Многих, интеллектуального меньшинства и всех остальных. По мнению Фаулза, это неизбежное зло, являющееся следствием того, что люди неодинаковы, и порождающее неравенство в обществе. Решение Фаулз видит в осознании Немногими своей ответственности, что можно рассматривать как утопию в силу общих закономерностей человеческого бытия. «Коллекционер» был создан Фаулзом как иллюстрация конфликта между Немногими и Многими, которых олицетворяют два героя романа, и бунта «немо».
В 1965 году был издан «Волхв» — дебютный роман Фаулза, написанный ещё до «Коллекционера», который писатель долго не публиковал. Эта история, в которой смешаны мистика, мотивы шекспировской «Бури» и гомеровской «Одиссеи», закрепила успех автора. В 1968 году Фаулз поселился в небольшом городке Лайм-Риджис на юге Англии. Большую часть жизни он провёл в своём доме на берегу моря и снискал славу замкнутого человека. Там Фаулз написал роман «Женщина французского лейтенанта» (1969) — своё самое коммерчески успешное произведение. В нём Фаулз использовал сюжетную канву викторианского романа для своеобразного литературного эксперимента, по его собственным словам, он писал «не книгу, которую забыл написать кто-то из романистов-викторианцев, но книгу, которую никто из них не смог бы написать». Автор рассказывает читателю свою историю не с позиции романиста XIX века, а с позиции своего современника, которому известны теория психоанализа, сексуальная революция и постмодернистские трактовки роли самого автора. По этому роману также был снят фильм Карела Рейша по сценарию Гарольда Пинтера с Мерил Стрип и Джереми Айронсом в главных ролях.
Ещё студентом в Оксфорде Фаулз испытал сильнейшее влияние французских экзистенциалистов — Сартра и Камю. Их идеи о несовершенстве мира, о свободе личности, которая одновременно является выдающимся благом и тяжким бременем, и о необходимости самостоятельно принимать решения, нести ответственность за них и искать своё предназначение, глубоко повлияли на Фаулза и проходят сквозь его романы 1960-х. Герои «Волхва» и «Женщины французского лейтенанта» в какой-то момент оказываются на распутье, когда они должны решить, продолжать ли обыденную жизнь или следовать чувству, возможно, отказавшись от своей социальной роли, но по-настоящему реализовав себя.
В 1970-х гг. Фаулз стал пересматривать свои взгляды на экзистенциализм. Главный герой его повести «Башня из чёрного дерева» (1974), столкнувшись с необходимостью выбора между экзистенциальной свободой и продолжением обычной жизни, выбрал второе. Проблема поиска идентичности определяет сюжет и следующего романа Фаулза — «Дэниел Мартин». Киносценарист Дэниел Мартин, по словам Фаулза, — это повзрослевший герой «Волхва» Николас Эрфе — и во многом сам Фаулз.
Интерес к истории, особенно отразившийся в романе «Червь» (в другом переводе «Куколка», 1986, прообразом главной героини стала Анна Ли, основательница религиозной протестантской секты «шейкеров»), был присущ Фаулзу не только за письменным столом, поскольку в 1979 году писатель возглавил городской музей и занимал этот пост в течение десяти лет.
Здоровье Фаулза основательно подорвал инсульт, поразивший его в 1988 году. Через два года, в 1990 году, умерла его жена Элизабет — спустя всего неделю, как ей диагностировали рак. Ее смерть сильно повлияла на писателя, и он ничего не писал в течение года. Позже, в 1998 году,  Фаулз женился во второй раз. Его новой женой стала Сара Смит. Находясь рядом с Сарой, Фаулз скончался от сердечной недостаточности 5 ноября 2005 года в возрасте 79 лет в Аксминтерской больнице, в 8 километрах от города Лайм-Риджис.

### Романы и повести
- «Коллекционер» (англ. The Collector, 1963, русский перевод И. Бессмертной, 1993)
- «Волхв» (англ. The Magus, 1965, переработан в 1977, русский перевод Б. Кузьминского, 1993).
- «Женщина французского лейтенанта» (англ. The French Lieutenant’s Woman, 1969, русский перевод М. Беккер и И. Комаровой, 1990)
- «Башня из чёрного дерева» (англ. The Ebony Tower, 1974, русские переводы К. Чугунова, 1979, и И. Бессмертной, 2005)
- «Дэниел Мартин» (англ. Daniel Martin, 1977, русский перевод И. Бессмертной, 2001);
- «Мантисса» (англ. Mantissa, 1982, русский перевод И. Бессмертной, 2000).
- «Червь» (также «Куколка»; англ. A Maggot, 1986, русские переводы В. Ланчикова как «Червь», 1996, и А. Сафронова, О. Серебряной как «Куколка», 2011).

### Эссе
- «Аристос» (англ. The Aristos, 1964, переработан в 1969) — сборник философских размышлений;
- «Кораблекрушение» (англ. Shipwreck, 1975) — текст к фотоальбому;
- «Острова» (англ. Islands, 1978) — текст к фотоальбому;
- «Дерево» (англ. The Tree, 1979) — текст к фотоальбому;
- «Кротовые норы» (англ. Wormholes — Essays and Occasional Writings, 1998);
- «Дневники», том 1 (2003)
- «Дневники», том 2 (2006).
- «Высокогорные вершины знания» (англ. The high ridges of knowledge, 2000, русский перевод А. Бабичевой, 2008)

### Поэзия
- «Два стихотворения», русский перевод А. Бабичевой, 2008

Фаулзу также принадлежат сборник стихотворений (1973) и ряд переводов с французского языка, в том числе переложение сказки «Золушка», переводы романа Клер де Дюра «Урика» и средневековой повести «Элидюк».

### Фаулзоведение
Первые монографии и сборники статей о романах Фаулза появились в США (У. Палмер, 1974) и Франции (Etudes sur «The French Lieutenant’s Woman» de John Fowles. Caen, 1977).

## Экранизации
- «Коллекционер» (англ. The Collector) — американо-британский драматический художественный фильм Уильяма Уайлера (1965).
- «Волхв» (в другом переводе «Маг», англ. The Magus) — фильм режиссёра Гая Грина (1968).
- «Женщина французского лейтенанта» (англ. The French Lieutenant's Woman) — фильм режиссёра Карела Рейша (1981).
- «Башня из черного дерева[фин.]» (англ. The Ebony Tower) — фильм режиссёра Роберта Найтса[англ.] (1984).